# Pygora donckieri
Pygora donckieri är en skalbaggsart som beskrevs av Thierry Bourgoin 1913. Pygora donckieri ingår i släktet Pygora och familjen Cetoniidae. Inga underarter finns listade i Catalogue of Life.